# 青森県道272号下北停車場線
青森県道272号下北停車場線（あおもりけんどう272ごう しもきたていしゃじょうせん）は、青森県むつ市を通る一般県道である。

## 概要
市下北町のJR大湊線 下北駅前で青森県道176号赤川下北停車場線から連続し、国道338号現道と交差してむつ市中央1丁目で国道338号バイパスに至る短距離の路線である。

### 路線データ
- 起点：下北停車場[1]
- 終点：国道三三八号交点（むつ市）[1]

## 歴史
- 1961年（昭和36年）2月10日 - 県道に認定される[1]。

## 路線状況

### 道路施設
- 下北橋

## 地理

### 交差する道路
- 青森県道176号赤川下北停車場線・青森県道177号海老川新町線（起点）
- 国道338号
- 国道338号バイパス（終点）

### 沿線の施設など
- JR大湊線（旧下北交通大畑線） 下北駅
- むつ警察署 下北駅前交番
- プラザホテル（むつ）
- ヤマダ電機テックランドむつ店
- サンデー 中央店
- ザ・ビッグむつ中央店（マックスバリュ東北運営）
- 東北電力ネットワーク 三本松変電所